# Phyllonorycter oreas
Phyllonorycter oreas là một loài bướm đêm thuộc họ Gracillariidae. Loài này có ở Nepal.
Sải cánh dài 6-6.5 mm.
Ấu trùng ăn Lannea và Odina. Chúng ăn lá nơi chúng làm tổ.